# انقلاب‌های آتلانتیک

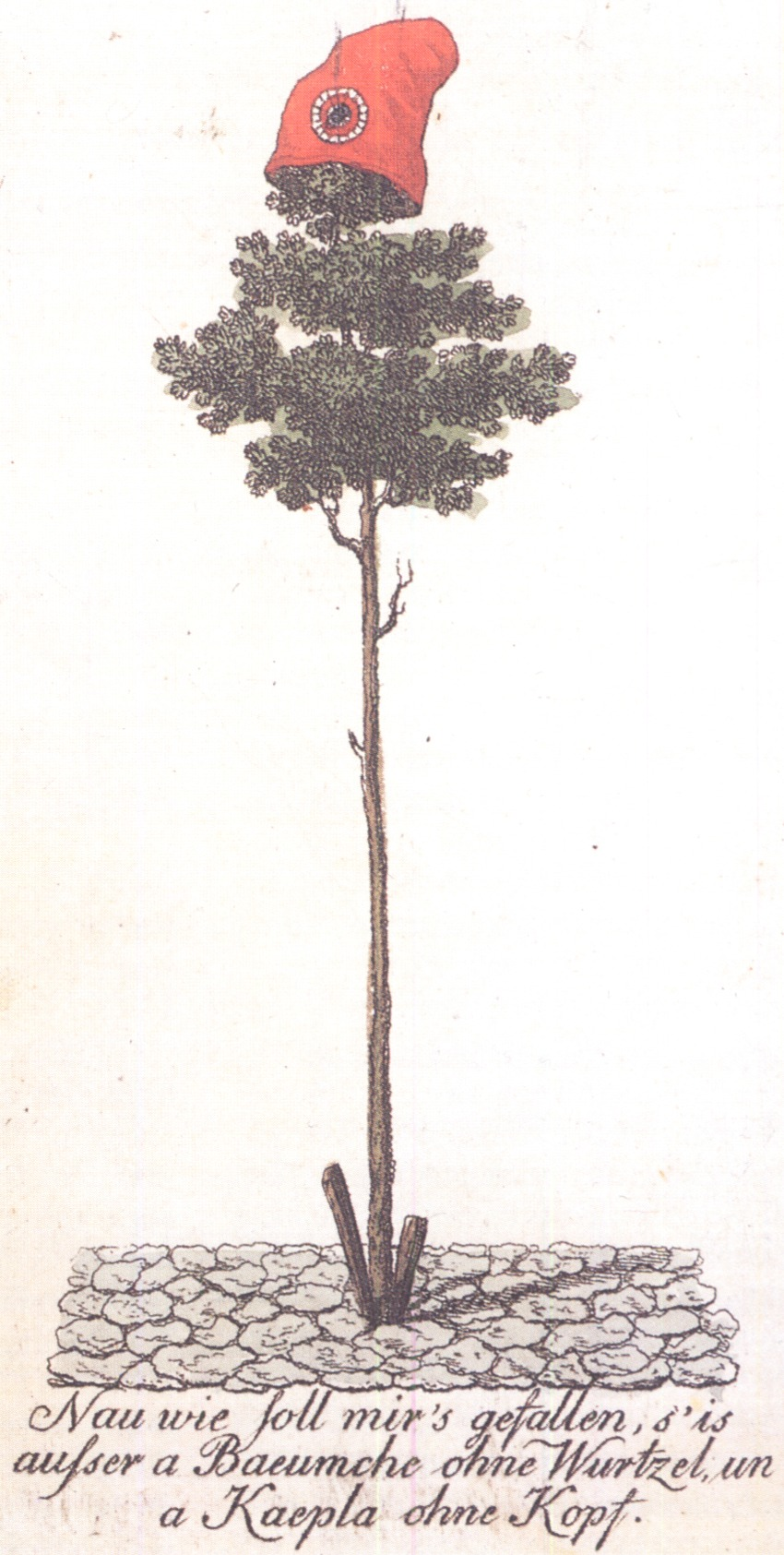
یک درخت آزادی که در بالای آن کلاه فریژی نصب شده و در سال ۱۷۹۳ در ماینتس برافراشته شد. چندین نماد انقلابی آن زمان از چنین نمادهایی استفاده می‌کردند.

انقلاب‌های آتلانتیک یا انقلاب‌های اطلسی مجموعه‌ای از یک موج انقلابی در اواخر قرن هجدهم و اوایل قرن نوزدهم بود که طی دوره‌ای از دههٔ ۱۷۶۰ تا ۱۸۷۰ در پیرامون اقیانوس اطلس ادامه داشت.
این رویداد در هر دو قاره آمریکا و اروپا رخ داد، از جمله ایالات متحده (۱۷۶۵–۱۷۸۳)، مشترک‌المنافع لهستان - لیتوانی (۱۷۸۸–۱۷۸۸)، فرانسه و اروپای تحت کنترل فرانسه (۱۷۱۸–۱۸۸۹)، هائیتی (۱۸۰۱–۱۷۹۱)، ایرلند (۱۷۹۸) و آمریکای اسپانیا (۱۸۱۰–۱۸۲۵). آشفتگی‌های کوچک‌تری در سوئیس، روسیه و برزیل هم رخ داد. انقلابیون در هر کشور از وضع دیگر کشورها اطلاع داشتند و تا حدی از همدیگر الهام گرفته یا از تقلید می‌کردند.
جنبش‌های استقلال‌طلبی در بر جدید با انقلاب آمریکا، ۱۷۶۵ – ۱۷۸۳، آغاز شد که در آن فرانسه، هلند و اسپانیا در ایجاد استقلال آن ناحیه از انگلیس کمک کردند. در دهه ۱۷۹۰ انقلاب هائیتی آغاز شد. با مشغول شدن سرزمین اصلی اسپانیا در جنگ‌های ناپلئونی اروپا، مستعمرات این امپراتوری در حدود سال ۱۸۲۰ استقلال خود را به دست آوردند.
از منظر بلند مدت، انقلاب‌ها غالباً موفقیت‌آمیز بودند. این انقلاب‌ها آرمان‌های لیبرالیسم، جمهوری‌خواهی، سرنگونی اشراف، پادشاهان و کلیساهای حاکمه را به‌طور گسترده گسترش دادند. آن‌ها همچنین بر آرمان‌های جهانی روشنگری، مانند برابری همه انسان‌ها، از جمله عدالت و برابری در مقابل قانون و دادگاه‌های بی‌طرفانه تأکید داشتند. ذهنیت‌های انقلابی که در آن دوره متولد شدند، تا امروز در حال شکوفایی هستند.

## انقلاب‌های ملی
- انقلاب کورسیکان (۱۷۵۵–۱۷۶۹)
- جنگ پونتیاک (۱۷۶۶–۱۷۶۶)
- انقلاب آمریکا (۱۷۶۵ – ۱۷۸۳)
- انقلاب ژنو در سال ۱۷۸۲
- جنگ شمال غرب هند ۱۷۸۵–۱۷۹۵
- شورش میهن پرستان هلند (۱۷۸۵)
- انقلاب فرانسه (۱۷۸۹ – ۱۷۹۹)
- انقلاب لیژ (1789 – ۱۷۹۵)
- انقلاب برابانت (۱۷۹۰)
- انقلاب هائیتی (۱۷۹۱ – ۱۸۰۴)
- شورش‌های جزئی برده‌ها در سالهای ۱۷۹۰، ۱۸۲۳ و ۱۸۳۰ در جزایر ویرجین بریتانیا
- جنگ لهستان در دفاع از قانون اساسی (۱۷۹۲) و قیام کوشسیوسکو (۱۷۹۴)
- اشتوفنر هندل در کانتون زوریخ، سوئیس (۱۷۹۵–۱۷۹۴)
- انقلاب باتاویان (۱۷۹۵)
- شورش برده‌ها در کوراسائو (۱۷۹۵)
- جنگ بوش ، سنت لوسیا (۱۷۹۵)
- شورش فدون، گرنادا (۱۷۹۶)
- جنگ مارون دوم|جنگ دوم مارون، جامائیکا (۱۷۹۵–۱۷۹۶)
- جنگ دوم کارائیب ، سنت وینسنت (۱۷۹۵–۱۷۹۷)
- شورش اسکاتلند (۱۷۹۷)
- شورش ایرلند (۱۷۹۸)
- جنگ شبه‌جزیره (۱۸۰۷–۱۸۱۴)
- قیام ۱۸۱۱ سواحل آلمان (۱۸۱۱، لوئیزیانا)
- شورشهای ۱۸۳۷–۱۸۳۸|شورش‌های کانادای علیا و سفلی (۱۸۳۷–۱۸۳۸)
- جنگ‌های استقلال آمریکای لاتین
  - جنبش‌های انقلابی برزیل
    - توطئه میناس در میناس گرایس، برزیل (۱۷۸۹)
    - شورش باهیان (Conjuração Baiana) در باهیا، برزیل (۱۷۹۸)
    - شورش پرنامبوکان در پرنامبوکو، برزیل (۱۸۱۷)
    - اعلامیه استقلال برزیل (۱۸۲۱ – ۱۸۲۴)

  - شورش خوزه لئوناردو چیرینو، ونزوئلا (۱۷۹۵)
  - جنگهای استقلال آمریکا اسپانیا (۱۸۰۸ – ۱۸۳۳)
    - جنگ استقلال آرژانتین
      - انقلاب مه (آرژانتین و کشورهای همسایه، ۱۸۱۰)
      - انقلاب اورینتال (اروگوئه، ۱۸۱۱)

    - جنگ استقلال شیلی
    - جنگ استقلال پرو
    - جنگ استقلال بولیوی
    - حرفه نظامی سیمون بولیوار (آمریکای جنوبی و شمالی)
    - جنگ استقلال اکوادور
    - پاتریا بابا (کلمبیا)
    - جنگ استقلال ونزوئلا
    - جنگ استقلال مکزیک (۱۸۱۰–۱۸۲۱)

## افراد و جنبش‌ها
- جورج واشینگتن (ایالات متحده)
- توماس جفرسون (ایالات متحده)
- الکساندر همیلتون (ایالات متحده)
- بنجامین فرانکلین (ایالات متحده)
- پسران آزادی (آمریکای شمالی)
- مارکیس دو لافایت (فرانسه و آمریکای شمالی)
- میهن پرستان (هلند)
- جامعه دوستان سیاه‌پوستان (فرانسه)
- ناپلئون بناپارت (فرانسه و بیشتر اروپا)
- ریچارد پرایس و جوزف پریستلی (بریتانیا)
- شورش نُره (بریتانیا)
- باشگاه ژاکوبین (فرانسه، ۱۷۸۹–۱۷۹۴)
- لائوتارو لژ
- ماکسیمیلین روبسپیر (فرانسه)
- پاسکوالی پائولی (کورسیا)
- انجمن ایرلندی‌های متحد (ایرلند، ۱۷۹۱–۱۸۰۴)
- توماس پین (انگلیس و آمریکای شمالی)
- جامعه دوستان مردم (بریتانیا، ۱۷۹۲-)
- انجمن اسکاتلندی‌های متحد (اسکاتلند)
- جامعه انگلیسی‌های متحد
- Wolfe Tone (ایرلند)
- توسن لوورتور (هائیتی)
- چارلز دسلوندس (سواحل آلمان)
- انجمن مکاتبات لندن (لندن)
- فرانسیسکو دو میراندا
- Société des Fils de la Liberté (کانادا)
- لویی ژوزف پاپینو (کانادا)
- ویلیام لیون مکنزی (کانادا)
- ساموئل لونت (کانادا)
- جان لمبتون اولین ارل دورهام (کانادا، انگلستان)
- تادئوش کوشسیوسکو
- Inconfidência Mineira (برزیل، ۱۷۸۹)
- Conjuração baiana (برزیل، ۱۷۹۸)
- سیمون بولیوار (ونزوئلا، کلمبیا، اکوادور، پرو، بولیوی)
- خوزه دو سان مارتین (آرژانتین، شیلی، پرو)
- خوزه جرواسیو آرتیگاس (اروگوئه، آرژانتین)
- خوزه ماریا مورلوس (مکزیک)
- میگل هیدالگو و کوستیلا (مکزیک)
- آگوستین دو ایتورباید (مکزیک)
- ویسنته گررو (مکزیک)

## برای مطالعهٔ بیشتر
- Canny, Nicholas, and Philip Morgan, eds. The Oxford handbook of the Atlantic world: 1450-1850 (Oxford UP, 2011).
- Donoghue, John. Fire under the Ashes: An Atlantic History of the English Revolution (U of Chicago Press, 2013).
- Geggus, David P. The Impact of the Haitian Revolution in the Atlantic World (2002)
- Jacques Godechot. France and the Atlantic revolution of the eighteenth century, 1770–1799 (1965)
- Gould, Eliga H. and Peter S. Onuf, eds. Empire and Nation: The American Revolution in the Atlantic World (2004)
- Greene, Jack P. , Franklin W. Knight, Virginia Guedea, and Jaime E. Rodríguez O. "AHR Forum: Revolutions in the Americas", American Historical Review (2000) 105#1 92–152. Advanced scholarly essays comparing different revolutions in the New World. in JSTOR
- Klooster, Wim. Revolutions in the Atlantic World: A Comparative History (2nd ed. 2018)
- Leonard, A.B. and David Pretel, eds. The Caribbean and the Atlantic World Economy(2018)
- Palmer, Robert. The Age of Democratic Revolutions 2 vols. (1959, 1964)
- Perl-Rosenthal, Nathan. "Atlantic cultures and the age of revolution." William & Mary Quarterly 74.4 (2017): 667-696. online
- Polasky, Janet L. Revolutions without Borders (Yale UP, 2015). 392 pp. online review
- Potofsky, Allan. "Paris-on-the-Atlantic from the Old Regime to the Revolution." French History 25.1 (2011): 89-107.
- Sepinwall, Alyssa G. "Atlantic Revolutions", in Encyclopedia of the Modern World, ed. Peter Stearns (2008), I: 284 – 289
- Verhoeven, W.M. and Beth Dolan Kautz, eds. Revolutions and Watersheds: Transatlantic Dialogues, 1775–1815 (1999)
- Vidal, Cécile, and Michèle R. Greer. "For a Comprehensive History of the Atlantic World or Histories Connected In and Beyond the Atlantic World?." Annales. Histoire, Sciences Sociales 67#2 (2012). online